# Protozoen
Die Einteilung der Lebewesen in Systematiken ist kontinuierlicher Gegenstand der Forschung. So existieren neben- und nacheinander verschiedene systematische Klassifikationen. 
Das hier behandelte Taxon ist durch neue Forschungen obsolet geworden oder ist aus anderen Gründen nicht Teil der in der deutschsprachigen Wikipedia dargestellten Systematik.

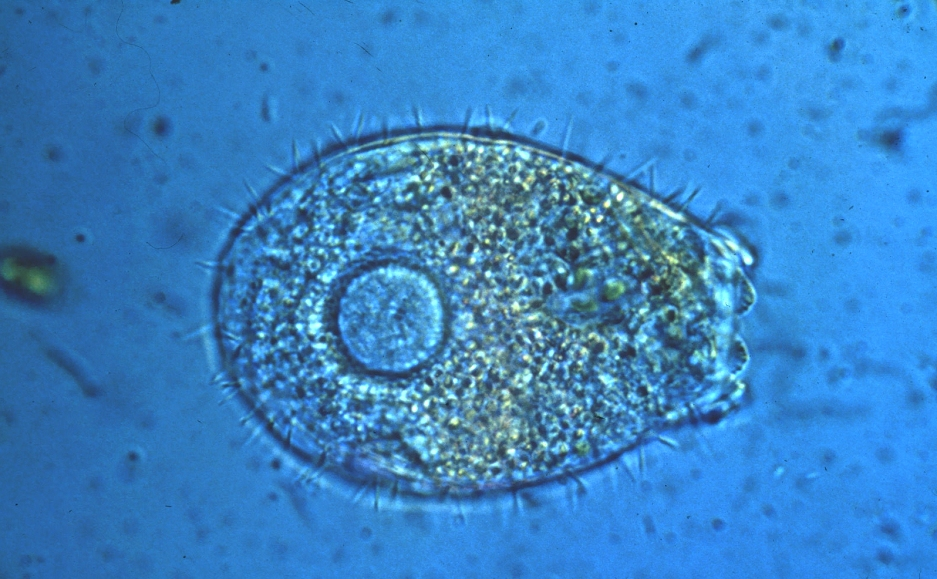
Protozoen sind Lebewesen, die das Süßwasser, das Salzwasser und den Boden in einem großen Artenreichtum besiedeln. Im Bild ist eine Schalenamöbe der Gattung Euglypha zu sehen. Der Zellkern ist leicht links von der Bildmitte sehr gut zu erkennen.

Protozoen (Einzahl Protozoon, wörtlich ‚das erste Tier‘, von πρῶτος prō̂tos ‚erster‘ und ζῷον zō̂on ‚Lebewesen, Tier‘), Protozoa, Urtiere oder Urtierchen sind veraltete Bezeichnungen für aufgrund ihrer meist heterotrophen Lebensweise und ihrer Mobilität als tierisch angesehene eukaryotische Einzeller. Karl G. Grell definierte sie als Eukaryoten (mit einem oder mehreren Zellkernen), die als Einzelzellen leben oder koloniale Verbände bilden.

## Unterscheidung Protozoen – Protisten
Zunächst stellte man die Protozoen zusammen mit anderen kernhaltigen Einzellern in ein eigenes Reich der Lebewesen, nämlich in das Reich der Protista (ein- bis wenigzellige Eukaryoten). Die Begriffe „Protozoa“ und „Protista“ sind ebenso wenig systematische Taxa wie die Begriffe „Algen“, „Amöben“ oder „Flagellaten“, da die Einteilung hauptsächlich aufgrund von ins Auge springenden Merkmalen (dem sogenannten Habitus) getroffen wurde und nicht aufgrund natürlicher Verwandtschaft, über die damals noch nichts bekannt war.
Die Bezeichnung Protozoa wurde von dem deutschen Zoologen Georg August Goldfuß 1818 in die Wissenschaft eingeführt. Die wissenschaftliche Disziplin, die sich mit der Erforschung der Protozoen beschäftigt, wird als Protozoologie bezeichnet. Die Erforschung der Protisten bezeichnet man als Protistologie. Die Protozoologie ist ein Teilgebiet der Protistologie und nach heutigem Verständnis ein Teilgebiet der Mikrobiologie.

## Systematik
Die in Wikipedia verwendete Systematik ist die Systematik der Eukaryoten von Adl et al.